# Wesley French
Wesley M. French (* 30. November 1996 in St. Joseph, Michigan) ist ein US-amerikanischer American-Football-Spieler auf der Position des Centers. Aktuell spielt er bei den Indianapolis Colts in der National Football League (NFL).

## Frühe Jahre
French wurde in St. Joseph, Michigan, geboren, wo er auch aufwuchs. Er besuchte die St. Joseph High School, an der er in der Footballmannschaft als Offensive Lineman spielte. Dort entwickelte er sich zu einem der besseren Linemen seiner Region und wurde 2014 ins First-Team All-State gewählt. Die Stipendienangebote großer US-Colleges blieben allerdings aus, sodass er sich nach seinem Highschoolabschluss entschied, ein Angebot der Western Michigan University aus Kalamazoo, Michigan anzunehmen. Nachdem er dort in seinem ersten Jahr zu keinem Einsatz gekommen war, durfte er in seinem Sophomore-Jahr in vier Partien mitwirken. In der Saison 2018 wechselte er in die Defense und kam dort vermehrt als Defensive Lineman zum Einsatz. In 10 Einsätzen konnte er insgesamt 22 Tackles verzeichnen. Vor der Saison 2019 zog er sich eine Fußverletzung zu, sodass er die ganze Saison verletzungsbedingt ausfiel. Zur Saison 2020 wechselte er wieder in die Offensive Line und wurde dort Starter auf der Position des Centers. Dies blieb er auch in der Saison 2021. Er kam in insgesamt sieben Jahren am College in 40 Partien zum Einsatz. Außerdem erhielt er einen Bachelor in Interdisciplinary Health Services. Auch mit seiner Footballmannschaft war er erfolgreich, so gewannen sie 2016 die MAC sowie 2021 den Quick Lane Bowl.

## NFL
Beim NFL-Draft 2022 wurde French von keinem Team ausgewählt. Daraufhin unterschrieb er einen Vertrag über drei Jahre bei den Indianapolis Colts als Undrafted Free Agent. In der Saison 2022 kam er jedoch zu keinem Einsatz für sein Team. Zur Saison 2023 schaffte er den Sprung in den 53-Mann-Kader. Er debütierte in der NFL am 1. Spieltag der Saison 2023, als er bei der 21:31-Niederlage gegen die Jacksonville Jaguars in den Special Teams zum Einsatz kam. Nachdem sich der eigentliche Starter auf der Position des Centers, Ryan Kelly, beim 31:20-Sieg gegen die Houston Texans am 2. Spieltag eine Gehirnerschütterung zuzog, wurde er durch French ersetzt, der so auch zu seiner ersten Spielzeit als Offensive Lineman kam. In den folgenden beiden Spielen vertrat er Kelly als Starter in der Offensive Line. In der restlichen Saison kam er zumeist in den Special Teams zum Einsatz. Lediglich beim 27:20-Sieg gegen die Tampa Bay Buccaneers am 12. Spieltag war er erneut als Starter in der Offensive Line aktiv.
Wesley French wurde Anfang August 2024 aufgrund einer Knöchelverletzung (ankle injury) auf die Injured Reserve List der Indianapolis Colts gesetzt.